# Gorgoroth
Gorgoroth — норвежская блэк-метал-группа. Основана в 1992 году. Название «Gorgoroth» взято из романа Дж. Р. Р. Толкина «Властелин колец»: Горгорот — это покрытое вулканическим пеплом плато в Мордоре.
В конце 2007 года в группе произошёл раскол. Основатель и единственный постоянный участник Gorgoroth гитарист Инфернус (настоящее имя Рогер Тиегс) с одной стороны и бас-гитарист Кинг ов Хелл (настоящее имя Том Като Виснес) и вокалист Гаал (настоящее имя Кристиан Эспедал) с другой заявили о своих правах на имя группы. Патентное бюро Норвегии вынесло решение в пользу Кинг ов Хелл и Гаала. В ответ Инфернус инициировал процесс в окружном суде Осло, который в марте 2009 года признал регистрацию товарного знака Gorgoroth Гаалом и Кингом недействительной и присудил право на имя группы Инфернусу.
Группа никогда не публиковала свои тексты, но даже по названиям песен можно судить, что основным мотивом является сатанизм. Сами музыканты неоднократно говорили, что в их творчестве музыка вторична, а ключевую роль играет антихристианская направленность песен. В документальном фильме Сэма Данна «Путешествие металлиста», на вопрос: «Какая идеология стоит за песнями Gorgoroth?», Гаал ответил: «Сатана». Кроме этого, Gorgoroth получили скандальную известность благодаря различным инцидентам и нескольким уголовным делам, в которых фигурировали участники группы.

## История группы

### Ранние годы
Группа Gorgoroth была создана в 1992 году гитаристом Инфернусом, вокалистом Хатом (норв. Hat, «ненависть») и ударником Гоатом (англ. Goat — Козёл). Первым басистом стал Четтер (Kjetter), но в том же году он был арестован и сел в тюрьму за поджог деревянной церкви (в начале 1990-х поджоги церквей были распространёнными акциями антихристиан). В 1993 году вышла первая демозапись A Sorcery Written In Blood, которая позже была издана на сплите с Burzum под названием Burzum & Gorgoroth. После выхода A Sorcery Written In Blood Gorgoroth подписали контракт с лейблом Embassy Records и записали дебютный альбом Pentagram. В записи демо и альбома принимал участие басист Emperor Самот, но в 1994 году он тоже был приговорён к тюремному заключению за поджог церкви. Тогда же группу покинул Гоат, которого временно заменил Фрост из Satyricon. В мае 1994 года Gorgoroth выступили в Lusa Lottes Metal Pub в Осло вместе с Enslaved, Dissection, Gehenna и Dark Funeral.
В этом же составе группа записала второй альбом Antichrist (1996 год), который Инфернус посвятил памяти гитариста Mayhem Евронимуса, при этом Инфернус играл и на гитаре, и на бас-гитаре. Внутреннее оформление альбома включало лозунг в поддержку кампании «Never stop the madness» (кампании за легализацию тяжёлых наркотиков, вдохновителем которой был Евронимус, основной идеей кампании было то, что слабые умрут, оставив место сильным). По окончании работы над альбомом Хат ушёл из Gorgoroth. Он собирался уйти ещё до конца записи альбома, но оставался, чтобы записать вокальные партии. Хата заменил новый вокалист Пест (норв. Pest, «чума»). Также к группе присоединились басист Арес (настоящее имя Ронни Ховланд) и барабанщик Грим (ранее играл в Immortal). В декабре 1995 года Gorgoroth выступили в Лондоне вместе с Cradle of Filth и Primordial. Antichrist вывел группу в число лидеров блэк-металической сцены. Gorgoroth совершили турне по Норвегии и Великобритании с Satyricon и Dissection.
Третий альбом Under The Sign Of Hell (1997 год) тоже стал очень успешным. Осенью того же года Gorgoroth совершили первое европейское турне, а в следующем году заключили контракт с одним из самых крупных металических лейблов — Nuclear Blast (Германия). В это же время Грим покидает группу чтобы сосредоточиться на участии в Borknagar. На его место приходит Вролок (Vrolok; настоящее имя Эрик Хаггернес).

### Период на Nuclear Blast
Следующий альбом — Destroyer (1998 год) был издан уже на Nuclear Blast. Альбом представляет собой сборник ранее записанных треков и включает различных участников группы. Тогда же у Gorgoroth в очередной раз поменялся вокалист, но сменивший Песта Гаал на Destroyer исполнил только заглавный трек. Также в написание музыки на альбоме большой вклад внёс новый гитарист Торментор (Болло Хейердал). Destroyer стал первым из двух альбомов, на котором группа использовала клавишные, для чего был приглашён Ивар Бьорнсон (под псевдонимом Daimonion) из Enslaved . После релиза Destroyer последовали турне с Cradle of Filth, Old Man's Child и Einherjer и выступления на крупнейших метал-фестивалях Wacken Open Air и Tuska Open Air.
В 1999 году, перед тем, как Gorgoroth приступили к записи нового альбома Incipit Satan, произошла очередная смена состава. Басист Арес и барабанщик Вролок покинули группу в пользу своей основной группы Aeternus. Пришли новый ударник Эрленд Эриксен и басист Кинг ов Хелл (Том Като Виснес). Как и прежде, основным композитором выступил гитарист Инфернус, но на этот раз Gorgoroth решили добавить к классическому блэк-металическому звучанию элементы нойза, индастриала и дарк эмбиента. Они были заметны и на двух предыдущих альбомах, но на Incipit Satan группа больше всего отдалилась от традиционного блэк-метала. Песню «When Love Rages Wild In My Heart» приглашённый вокалист исполнил чистым вокалом.
Эриксена на ударных сменил Квитрафн (Kvitrafn, настоящее имя Эйнар Селвик). В июне 2000 года Gorgoroth выступили на фестивале Hole in the Sky в Бергене. Фестиваль, с тех пор ставший ежегодным, был посвящён памяти музыканта Эрик Брёдрешифта, более известного как Грим (Grim), который в разное время был ударником Immortal и Borknagar, а в 1997 году участвовал в записи Under the Sign of Hell. В августе 2001 года группа впервые выступила в США на фестивале в Милуоки, а осенью дала турне по Мексике и Колумбии. В феврале 2002 года Гаал был приговорён к году тюрьмы и штрафу в 190 000 норвежских крон за избиение человека.
В 2002 году из Gorgoroth ушёл Торментор, бывший гитаристом группы в течение шести лет. Новый альбом Twilight of the Idols (название взято из работы Фридриха Ницше) записывался уже без него. Альбом был выдержан в более привычном для блэк-метала стиле, хотя и отличался от ранних работ группы. На этом и следующем альбомах музыку писал в основном Кинг ов Хелл. Оригинальная обложка альбома была запрещена в Европе из-за того, что на ней была изображена сожжённая ставкирка в Фантофте.

### Инцидент в Кракове, тюремные заключения и смена лейбла

Обложка Black Mass Krakow 2004

1 февраля 2004 года в Кракове (Польша) состоялся концерт Gorgoroth, который транслировался польским государственным телеканалом и впоследствии должен был лечь в основу DVD Black Mass in Krakow. Во время концерта на сцене были выставлены овечьи головы, насаженные на колья, и сатанинская символика, сама сцена была залита кровью, на заднем плане стояли кресты с четырьмя обнажёнными распятыми моделями. В какой-то момент одна из моделей потеряла сознание, из-за чего потребовалось вызвать скорую помощь. Кассеты с записью шоу были конфискованы польской полицией, было возбуждено уголовное дело по факту оскорбления чувств верующих и жестокого обращения с животными, а сами участники группы после возвращения в Норвегию были допрошены в суде Бергена. Никому из участников Gorgoroth так и не предъявили обвинений, но организаторы выступления, которые заявляли, что не имеют представления о том, что будет происходить во время шоу, были вынуждены заплатить штраф в 10 000 злотых Из-за конфискации записи релиз концертного DVD состоялся только летом 2008 года.
Вскоре после краковского концерта Gorgoroth покинули лейбл Nuclear Blast. Тогда же из группы ушёл ударник Квитрафн. Его должен был заменить Фрост, однако он не смог совместить участие в Gorgoroth и Satyricon.
В течение 2004 года Gorgoroth провели турне по Южной Америке, причём концерт в Сальвадоре сопровождался беспорядками, впервые выступили на Inferno Metal Festival (апрель 2004 года), осенью дали ряд концертов в Европе и Центральной Америке. Для осенних выступлений были приглашены концертные музыканты — гитарист Телох (Teloch) и ударник Дёрж Реп (Dirge Rep; настоящее имя Пер Хусебо, бывший ударник Enslaved). В 2005 году выступления продолжились.
Седьмой студийный альбом Ad Majorem Sathanas Gloriam вышел на шведском лейбле Regain Records 19 июня 2006 года. Запись альбома растянулась больше чем на год — с января 2005 года. Сессионным ударником снова был Фрост, игравший в группе ещё в 1994—1995 годах. Ad Majorem Sathanas Gloriam достиг 22-го места в норвежских чартах и был номинирован на главную норвежскую музыкальную премию Spellemannprisen как лучший метал-альбом, но премия досталась альбому Enslaved Ruun. На песню «Carving a Giant» был снят первый за историю существования группы видеоклип. 27 июня 2006 года Кинг ов Хелл ушёл из группы, как было объявлено, из-за идеологических разногласий. В интервью, данном месяц спустя, Кинг подтвердил, что причиной ухода стали проблемы, которые он испытывал, поддерживая имидж Gorgoroth на публике.
Весной 2006 года Гаал снова сел в тюрьму, на этот раз за избиение 41-летнего мужчины и угрозы выпить его кровь, произошедшие ещё в 2001 году. Решение было вынесено в 2004 году: Гаал был приговорён к 18 месяцам тюрьмы и штрафу в пользу потерпевшего в 104 000 норвежских крон. После обжалования срок был уменьшен до 14 месяцев, а штраф увеличен до 190 000 крон. Запись вокала и написание текстов для Ad Majorem Sathanas Gloriam проходили в течение двух недель непосредственно перед тем, как Гаал должен был отправиться в тюрьму. Он вышел на свободу в декабре того же года.
Одновременно с Гаалом Инфернус отбывал срок за изнасилование. В мае 2005 года Инфернус и его друг получили по три года тюрьмы и по 155 000 крон штрафа (в том числе по 55 000 крон в пользу потерпевшей). После апелляции с Инфернуса были сняты обвинения в изнасиловании, но он был признан виновным в сексуальном домогательстве с отягчающими обстоятельствами. Приговор его друга был оставлен в силе. В марте 2007 года Инфернус досрочно вышел на свободу.
Кинг снова стал постоянным басистом группы, а в январе 2007 года представлял Gorgoroth на промоакции в Лос-Анджелесе.

### Раскол

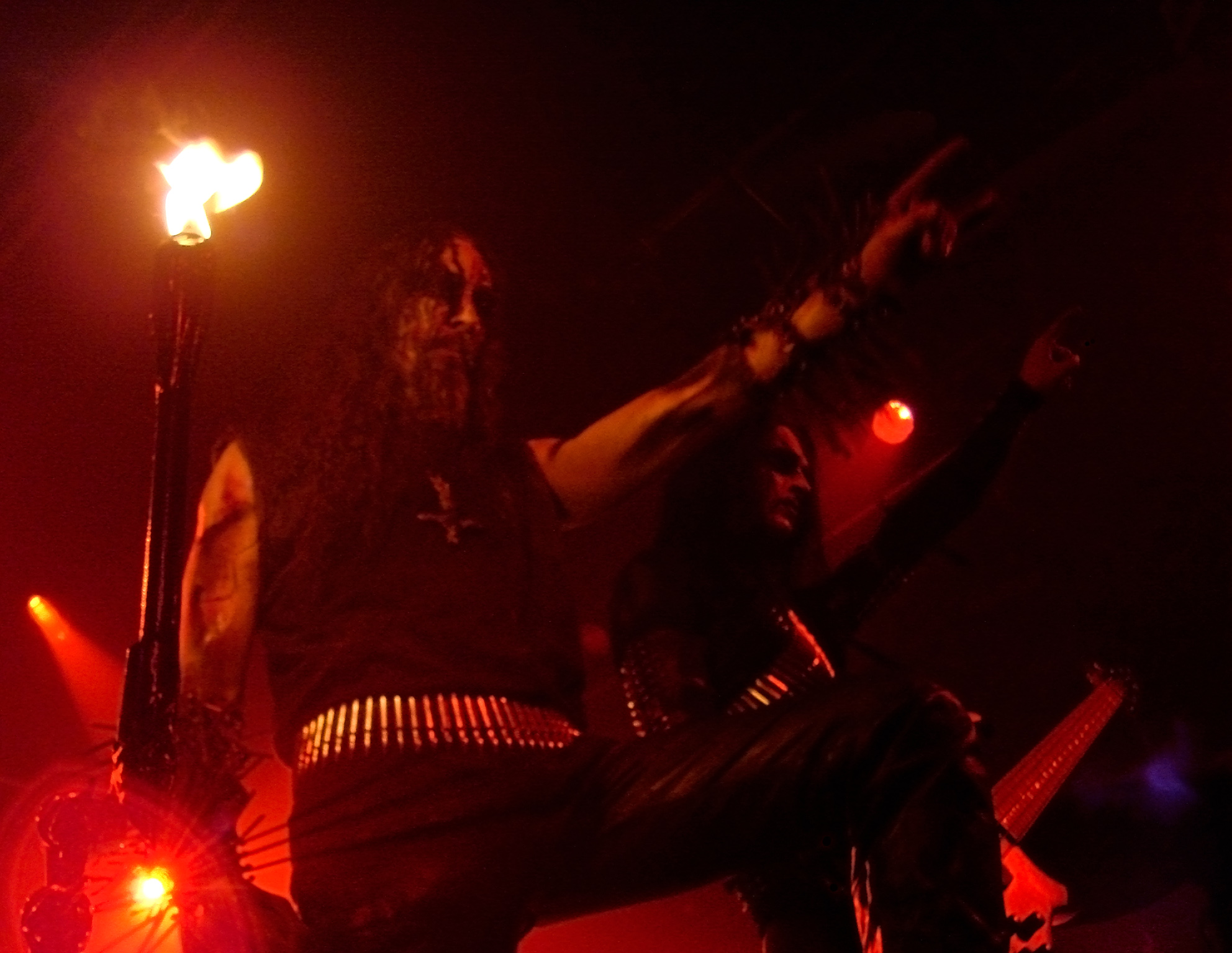
Гаал и Кинг ов Хелл на концерте
в Париже в 2007 году.

В октябре 2007 года Инфернус опубликовал на своей странице MySpace сообщение, в котором говорилось, что группа распалась, и Инфернус с одной стороны и Гаал и Кинг с другой стороны будут работать самостоятельно. При этом нерешённым остался вопрос о правах на имя группы. В тот же день Гаал и Кинг опубликовали аналогичное сообщение, которое в частности содержало заявления о том, что они продолжат концертный тур под именем Gorgoroth и что именно Гаал и Кинг были «движущей силой Gorgoroth в последние восемь лет». Через два дня было опубликовано ещё одно заявление Гаала. В нём говорилось, что «Gorgoroth не распались, а продолжают существовать в новом виде». Инфернус со своей стороны заявил, что претендует на имя Gorgoroth, как единственный участник группы, остававшийся в ней со дня основания.
Практически одновременно с публикацией этих заявлений Гаал и Кинг объявили имена музыкантов, с которыми они планировали отправиться в турне: гитарист Телох (Teloch, Мортен Иверсен) и Николас Баркер (бывший ударник Cradle of Filth и Dimmu Borgir). В качестве постоянного студийного ударника был заявлен Хеллхаммер.
Стороны инициировали процесс в Патентном бюро Норвегии (Patentstyret) по вопросу о том, кто является законным правообладателем наименования группы. 13 декабря 2007 года лейбл Regain Records заявил, что считает Инфернуса единственным «законным правообладателем наименования, логотипа и товарного знака группы». По словам менеджера лейбла Пера Гюлленбека (швед. Per Gyllenbäck), при заключении контракта с Gorgoroth Инфернус представительствовал на переговорах и при подписании контракта по доверенности от имени всех участников группы. Однако Патентное бюро встало на сторону Гаала и Кинга. После этого Гаал и Кинг заявили, что прекращают сотрудничество с Regain и приступают к поискам лейбла для записи следующего альбома.
Инфернус запустил собственный сайт www.gorgoroth.info и объявил о планах записи своего альбома Quantos Possunt ad Satanitatem Trahunt на Regain Records и последующих выступлений. В состав Gorgoroth Инфернуса вошли американский гитарист Фрэнк Уоткинс (Obituary) и шведский ударник Томас Асклунд (Dissection, Dark Funeral).
В июне 2008 года на польском лейбле Metal Mind Productions наконец вышел концертный DVD Black Mass Krakow 2004, записанный во время памятного краковского концерта, и сразу попал на четвёртое место в норвежских чартах. 23 июня на Regain Records вышел концертный альбом True Norwegian Black Metal — Live in Grieghallen. Работа над альбомом началась ещё до раскола, поэтому в записи принимали участие и Инфернус, и Гаал. Но уже в конце июля суд шведского города Мальмё наложил запрет на продажи диска из-за предполагаемого нарушения прав на имя Gorgoroth. Гаал и Кинг кроме того обвиняли лейбл в незаконной перезаписи партий бас-гитары, якобы изначально сыгранных Кингом. Позже решение было поддержано вышестоящим судом.
Гаал и Кинг с сессионными музыкантами начали работу над новым альбомом в августе 2008 года. Хеллхаммер не смог приступить к работе из-за напряжённого графика, поэтому ударником стал Фрост. В свою очередь к Инфернусу, Уоткинсу и Асклунду присоединились гитарист Торментор, игравший в Gorgoroth в течение шести лет, и бывший вокалист Пест, которого Гаал сменил в 1998 году.
Инфернус инициировал новый процесс, обвинив оппонентов в том, что они за его спиной подавали заявление о регистрации товарного знака. Дело слушалось в конце января 2009 года, решение было вынесено в марте 2009 года. Суд отменил регистрацию товарного знака за Гаалом и Кингом и признал законным правообладателем Инфернуса. После этого Гаал и Кинг ов Хелл объявили о создании группы God Seed (по названию песни с Ad Majorem Sathanas Gloriam). В августе 2009 года Гаал решил отойти от метала.
На данный момент[уточнить] Томас Асклунд остается чисто студийным членом группы, на концертах работают сессионные музыканты. Торментор числится в составе чисто номинально, все гитарные партии в студии исполняет Инфернус.
В 2012 году было объявлено об изгнании из рядов группы Песта, причиной явилось его нежелание участвовать в турне по Южной Америке. Сессионным вокалистом стал Хоест (Taake, Ragnarok). На данный период времени[уточнить] постоянным вокалистом стал Аттеригнер из сербской группы Triumfall.
В сентябре 2013 группа начала запись нового альбома Instinctus Bestialis, выпуск которого запланирован на 8 июня 2015 года. В состав группы для записи альбома вошли: Инфернус (Infernus; гитара), Tomas Asklund (ударные; ex-Dissection, Dark Funeral), Bøddel (также известный как Frank Watkins, бас; ex-OBITUARY) и новый вокалист Atterigner из сербской группы Triumfall.
18 октября 2015 года от рака скончался басист группы Френк Уоткинс. Фрэнку было 47 лет.

## Стиль, влияние
В ранний период, когда Gorgoroth играли «сырой» блэк-метал, сильное влияние на музыку оказывали прото-блэк-метал-группы, игравшие на стыке блэка и трэш-метала, такие как Celtic Frost и Bathory. В альбоме Pentagram критики отмечали влияние даже панк-рока и хардкора. Несмотря на постоянную смену составов Gorgoroth на всех альбомах сохраняли «фирменное» скоростное агрессивное звучание. Как и многие блэк-метал-группы (Mayhem, Satyricon, Emperor, Ulver), Gorgoroth на определённом этапе экспериментировали со звучанием: на альбомах Destroyer и Incipit Satan можно найти элементы нойза и эмбиента, но на последних записях группа вернулась к традиционному блэк-металу. Гаал в интервью говорил, что его музыкальные вкусы не ограничиваются металом, а охватывают самых разных исполнителей от Вивальди до Дэвида Боуи. Торментор в свою очередь упоминал о влиянии таких групп, как Mercyful Fate, Black Sabbath, Slayer, Possessed и Tormentor.
Важную роль в музыке Gorgoroth играет идеологическая составляющая. Во время выступлений участники группы используют чёрные одежды, корпспэйнт и шипы, а при оформлении альбомов Gorgoroth использовали сатанистскую символику. По словам Инфернуса, музыкант, играющий блэк-метал, должен быть сатанистом. Гаал, исповедующий скандинавский шаманизм, в интервью говорит, что не является сатанистом, но не возражает против того, чтобы к нему относились, как к сатанисту, поскольку сатанизм противопоставляет себя христианству. Кроме этого музыканты неоднократно говорили о влиянии, которое на них оказали работы Ницше. Название альбома Twilight of the Idols (с англ. — «Сумерки богов») взято из одноимённой книги Ницше, Ницше указан в буклете альбома Incipit Satan как один из вдохновителей. Торментор в качестве источников вдохновения отмечает работы Фридриха Ницше, Мартина Хайдеггера и Бенедикта Спинозы.

## Дискография

### Альбомы
| Год  | Дата выхода | Название                                                 | Лейбл               |
| ---- | ----------- | -------------------------------------------------------- | ------------------- |
| 1994 | 12 октября  | Pentagram                                                | Embassy Productions |
| 1996 | 3 июля      | Antichrist                                               | Malicious Records   |
| 1997 | 20 октября  | Under the Sign of Hell                                   | Malicious Records   |
| 1998 | 18 мая      | Destroyer — Or About How To Philosophize With the Hammer | Nuclear Blast       |
| 2000 | 7 февраля   | Incipit Satan                                            | Nuclear Blast       |
| 2003 | 21 июля     | Twilight of the Idols — In Conspiracy With Satan         | Nuclear Blast       |
| 2006 | 19 июня     | Ad Majorem Sathanas Gloriam                              | Regain Records      |
| 2009 | 21 октября  | Quantos Possunt ad Satanitatem Trahunt                   | Regain Records      |
| 2015 | 8 июня      | Instinctus Bestialis                                     | Soulseller Records  |

### Концертные альбомы
| Год  | Дата выхода | Название                                         | Лейбл                                                                    | Примечания                     |
| ---- | ----------- | ------------------------------------------------ | ------------------------------------------------------------------------ | ------------------------------ |
| 1996 |             | The Last Tormentor                               | Malicious Records                                                        | мини-альбом                    |
| 2007 | ноябрь      | Bergen 1996                                      | Regain Records (MCD)/Forces of Satan Records (7" виниловый picture disc) | Переиздание The Last Tormentor |
| 2008 | 23 июня     | True Norwegian Black Metal — Live in Grieghallen | Regain Records                                                           |                                |

### Демо
| Год  | Дата выхода | Название                   | Лейбл          |
| ---- | ----------- | -------------------------- | -------------- |
| 1993 | 28 апреля   | A Sorcery Written In Blood | Самостоятельно |
| 1994 |             | Promo '94                  | Самостоятельно |

### DVD
| Год  | Дата выхода | Название                         | Лейбл                  | Примечание |  |
| ---- | ----------- | -------------------------------- | ---------------------- | --- |  |
| 1999 | 8 ноября    | Death... Is Just the Beginning V | Nuclear Blast          | Сборник с выступлениями групп, издававшихся на Nuclear Blast. На него вошла композиция Revelation of Doom, записанная на Wacken Open Air 1998 |  |
| 2008 | 9 июня      | Black Mass Krakow 2004           | Metal Mind Productions | |  |

## Участники

### Текущий состав
- Инфернус (Infernus; Рогер Тиегс) — гитара (с 1992 года)
- Томас Асклунд — ударные (с 2007 года)
- Atterigner (Стефан Тодорович) — вокал (с 2012 года)

### Бывшие и сессионные участники
Гитара
- Торментор (Tormentor; Болло Хейердал) (1996—2002, 2008—2012)
- Аполлион (Apollyon; Оле Йорген Мо) — концертный гитарист (2003—2004)
- Скагг (Skagg; Стиан Легрейд) — концертный гитарист.

Вокал
- Хат (Hat) (1992—1995)
- Пест (Pest) (1995—1997, 2008—2012)[51]
- Гаал (Gaahl; Кристиан Эспедал) — (1998—2007)

Бас-гитара
- Кьеттар (Kjettar) (1993)
- Самот (Samoth; Томас Хауген) (1994: на Pentagram).
- Сторм (Storm) (1996)
- Арес (Ares; Ронни Ховланд) (1996—1998)
- Т-Рипер (T-Reaper; Торгрим Ойре) (1998)
- Кинг ов Хелл (King ov Hell; Том Като Виснес) — (1999—2006, 2007)
- Фрэнк Уоткинс — бас-гитара (2007—2015)

Ударные
- Гоат Первёртор (Goat Pervertor) (1992—1994)
- Фрост (Frost; Видар-Кьетил Харальстад) (1994—1996, 2006: на Antichrist и Ad Majorem Sathanas Gloriam).
- Грим (Grim; Эрик Брёдрешифт) (1996—1997). Также играл в Immortal и Borknagar. Покончил с собой 4 октября 1999 г.
- Вролок (Vrolok) (1998)
- Серсьянт (Sersjant; Эрленд Эриксен) (1999—2000)
- Квитрафн (Kvitrafn; Эйнар Селвик) (2000—2004)
- Дёрж Реп (Dirge Rep; Пер Хусебо) — концертный ударник.

Клавишные
- Даймонион (Daimonion; Ивар Бьорнсон) (1998, 2000: на Destroyer и Incipit Satan)

### История составов до раскола
| (1992)      | - Хат — вокал - Инфернус — гитара, бас - Гоат Первёртор — ударные                                 |
| (1993)      | - Хат — вокал - Инфернус — гитара - Кьеттар — бас - Гоат Первёртор — ударные                      |
| (1994)      | - Хат — вокал - Инфернус — гитара - Самот — бас - Гоат Первёртор — ударные                        |
| (1994—1995) | - Хат — вокал - Инфернус — гитара, бас - Фрост — ударные                                          |
| (1995)      | - Пест — вокал - Инфернус — гитара, бас - Фрост — ударные                                         |
| (1996)      | - Пест — вокал - Инфернус — гитара - Сторм — бас - Фрост — ударные                                |
| (1996)      | - Пест — вокал - Инфернус — гитара - Арес — бас - Фрост — ударные                                 |
| (1996—1997) | - Пест — вокал - Инфернус — гитара - Арес — бас - Грим — ударные                                  |
| (1998)      | - Пест — вокал - Инфернус — гитара - Арес — бас - Вролок — ударные                                |
| (1998)      | - Гаал — вокал - Инфернус — гитара - Торментор — гитара - Т-Рипер — бас - Вролок — ударные        |
| (1999—2000) | - Гаал — вокал - Инфернус — гитара - Торментор — гитара - Кинг ов Хелл — бас - Серсьянт — ударные |

| (2000—2002) | - Гаал — вокал - Инфернус — гитара - Торментор — гитара - Кинг ов Хелл — бас - Квитрафн — ударные                                                  |
| (2002—2003) | - Гаал — вокал - Инфернус — гитара - Кинг ов Хелл — бас - Квитрафн — ударные                                                                       |
| (2003—2004) | - Гаал — вокал - Инфернус — гитара - Аполлион — концертная гитара - Кинг ов Хелл — бас - Квитрафн — ударные                                        |
| (2004)      | - Гаал — вокал - Инфернус — гитара - Аполлион — концертная гитара - Кинг ов Хелл — бас - Дёрж Реп — концертные ударные - Фрост — студийные ударные |
| (2004—2005) | - Гаал — вокал - Инфернус — гитара - Телох — концертная гитара - Кинг ов Хелл — бас - Дёрж Реп — концертные ударные - Фрост — студийные ударные    |
| (2005)      | - Гаал — вокал - Инфернус — гитара - Скагг — концертная гитара - Кинг ов Хелл — бас - Дёрж Реп — концертные ударные                                |
| (2006)      | - Гаал — вокал - Инфернус — гитара - Кинг ов Хелл — бас                                                                                            |
| (2006)      | - Гаал — вокал - Инфернус — гитара |
| (2007)      | - Гаал — вокал - Инфернус — гитара - Телох — концертная гитара - Кинг ов Хелл — бас - Дёрж Реп — концертные ударные                                |